# Hinter Gittern/Staffel 15
Dieser Artikel enthält alle Episoden der fünfzehnten Staffel der deutschen Fernsehserie Hinter Gittern, sortiert nach der Erstausstrahlung. Sie wurden vom 12. September 2005 bis zum 22. Mai 2006 auf dem deutschen Sender RTL gesendet und ist mit 33 Folgen die längste Staffel der Serie.

## Episoden
| Nr. (ges.) | Nr. (St.) | Originaltitel                      | Zusammenfassung | Erstausstrahlung D |
| ---------- | --------- | ---------------------------------- | --- | ------------------ |
| 353        | 1         | Schöne neue Welt                   | Nach drei Monaten im Koma kommt Walter zurück nach Reutlitz und muss mit Erschrecken feststellen, wie viel sich unter der Stationsleitung von Jutta geändert hat. Während Annabelle, Jeanette und Wilhelmina mit ihrem Stationssprecherposten Privilegien genießen, wird Uschi verbarrikadiert. Walter will die Situation unter allen Umständen verändern. | 12. Sep. 2005      |
| 354        | 2         | Hurra, wir leben noch              | Walter erfährt, dass Manu ebenfalls Stationssprecherin ist und ist zutiefst enttäuscht. Nachdem Uschi zurückgekommen ist, schaffen es die Frauen, sich immer mehr gegen Annabelle zu stellen. | 12. Sep. 2005      |
| 355        | 3         | Jagd auf Mel                       | Um mit Annika auf eine Zelle zu kommen, verrät Ginger Ilse. Walter, Uschi, Ilse und Nik können Mel warnen, dass Brock ihr draußen auflauert. Brock schafft es trotzdem, Mel auf dem Friedhof festzunehmen. | 19. Sep. 2005      |
| 356        | 4         | Klassenkampf                       | Mel kommt zurück nach Reutlitz. Die Frauen haben den Plan, durch einen Kampf mit den Stationssprecherinnen endlich den Konflikt austragen zu können. Doch Annabelle spielt mit unfairen Mitteln. | 26. Sep. 2005      |
| 357        | 5         | Fenster zum Flur                   | Annabelle verschwindet spurlos. Während die Anstaltsleitung von einer Flucht ausgeht, glaubt Uschi fest daran, dass ihr etwas zugestoßen sein könnte. Schließlich findet Uschi Annabelle schwer verletzt im Keller und ist sich sicher, dass ein Schließer hinter der Gewalttat steckt. | 10. Okt. 2005      |
| 358        | 6         | Spurensuche                        | Irene Herrmann steckt hinter dem Attentat auf Annabelle, doch sie versucht dies zu vertuschen und Uschi als Schuldige darzustellen. Ginger und Annika geraten in Panik, als sich herausstellt, dass Natascha aus Preekow zurück nach Reutlitz kommt. Doch sie stellen überrascht fest, dass Natascha sich verändert hat. | 17. Okt. 2005      |
| 359        | 7         | Wahnsinn mit Methode               | Irene versucht Uschi mit diversen Intrigen für wahnsinnig zu erklären und lässt sie in die Psychiatrie einweisen. | 24. Okt. 2005      |
| 360        | 8         | Aus Mangel an Beweisen             | Manuela hilft Walter und Uschi, woraufhin ihr Verlegungsantrag abgelehnt wird. | 31. Okt. 2005      |
| 361        | 9         | Die Rote Mamba                     | Mit Hilfe von Jutta schaffen es Walter und Co., Irene Herrmann als Rote Mamba zu überführen. Sie tötet sich schließlich selbst mit ihrer eigenen Giftspritze. | 8. Nov. 2005       |
| 362        | 10        | Das kalte Herz                     | Ginger setzt ihre Freundschaft aus Eifersucht aufs Spiel und sorgt dafür, dass Annika wegen eines Fluchtversuchs bestraft wird. Jutta stellt Manu vor einer Probe. | 14. Nov. 2005      |
| 363        | 11        | Ein frommer Plan                   | Natascha fällt in alte Verhaltensmuster. Manuela hat Klärungsbedarf mit ihrer Schwester Jana. | 21. Nov. 2005      |
| 364        | 12        | Verschollen                        | Natascha beginnt einen Entführer auf Manus Schwester anzusetzen. Ilse schwärmt für Herrn Franke. | 28. Nov. 2005      |
| 365        | 13        | Der Feind in meinem Bett           | Manu gerät bei einem Besuch mit Janas Freund Josh in eine Prügelei, als dieser Jana bedroht, woraufhin Josh stirbt. Nik scheint es nicht gut zu gehen, obwohl ihre Haft verkürzt wird. | 5. Dez. 2005       |
| 366        | 14        | Alle für eine                      | Nik bekommt die Diagnose eines Gehirntumors und muss Reutlitz in eine Klinik verlassen. Ginger beginnt einen Handel. | 12. Dez. 2005      |
| 367        | 15        | Kleine Kinder, große Sorgen        | Teresa leidet darunter, dass es ihren Kindern im Heim nicht gut zu gehen scheint. Ein Wettbewerb löst Streit bei den Gefangenen aus, doch für Teresa geht dadurch ein Traum in Erfüllung. | 19. Dez. 2005      |
| 368        | 16        | Heimat                             | Nik trifft die Entscheidung im Gefängnis bei ihren Freunden sterben zu wollen und stößt dabei auf Unverständnis seitens ihrer Eltern. Teresa kümmert sich um ein Platz bei Pflegeeltern für ihre Kinder. | 2. Jan. 2006       |
| 369        | 17        | Sternschnuppen                     | Frau Baal erfüllt Nik ihren letzten Wunsch bei ihren Freunden sterben zu dürfen. Auf dem Gefängnishof verstirbt Nik schließlich im Kreise ihrer Liebsten. | 9. Jan. 2006       |
| 370        | 18        | Feindliche Übernahme               | Natascha manipuliert die Produktionswerkstätten, woraufhin Herr Franke sein Handtuch werfen muss. Walter wird dieses Vergehen in die Schuhe geschoben und auch Jutta wird bestraft, sodass Eva das System der Stationssprecherinnen abschafft. | 16. Jan. 2006      |
| 371        | 19        | Wahre Werte                        | Natascha schafft es, dass Eva Herrn Elsholz schließlich die Produktion in Reutlitz zusagt. Teresa ist auf die Pflegeeltern ihrer Kinder eifersüchtig. | 23. Jan. 2006      |
| 372        | 20        | Geplatzte Träume                   | Teresa wird von Natascha unter Druck gesetzt. | 30. Jan. 2006      |
| 373        | 21        | Heldin der Arbeit                  | Die Frauen streiken und verbarrikadieren sich aufgrund ihrer Arbeitsbedingungen. Teresa ist schockiert, als sie merkt, dass sie ihrer Tochter von ihren Freunden peinlich ist. | 6. Feb. 2006       |
| 374        | 22        | Steh zu dir!                       | Danielas Verhalten führt dazu, dass sie abgemahnt wird. Jutta greift Daniela jedoch trotzdem unter die Arme. Wilhelmina leidet unter einem Hautausschlag und will beweisen, dass etwas mit den Produktionsgütern von Natascha und Herrn Elsholz nicht stimmt. Daraufhin wird sie Opfer einer Intrige. | 13. Feb. 2006      |
| 375        | 23        | Lange Schatten                     | Natascha hat Diamanten in die JVA geschmuggelt und plant eine Flucht, doch Walter und Co. sind ihr dicht auf den Fersen. Brock will Eva zu Fall bringen. | 27. Feb. 2006      |
| 376        | 24        | Abflug                             | Natascha hält Manu gefangen und flieht mit einem Hubschrauber aus Reutlitz. Sie hindert ihre Komplizin Ginger in letzter Minute an der Mitflucht. Walter gelingt es jedoch Nataschas Diamanten auszutauschen, sodass sie nun im Besitz der wertvollen Steine ist. | 6. März 2006       |
| 377        | 25        | Diamonds are the Girls Best Friend | Walters Diamanten sind verschwunden. Walter verdächtigt Ginger, die zudem wegen des Giftskandals in der Werkstatt von den anderen Frauen gefoltert wird. Doch hinter dem Diamantenraub steckt die ältere Insassin Esther. | 13. März 2006      |
| 378        | 26        | Frauenpower                        | Ilse gelingt es mit Hilfe der anderen Frauen sich für kurze Zeit aus der JVA zu schleusen, um Joachim Lebewohl zu sagen. Brock geht nach Evas Rücktritt fest davon aus, dass er neuer Anstaltsleiter wird. Den Posten bekommt jedoch Jutta von Dr. Kaltenbach zugesprochen. | 20. März 2006      |
| 379        | 27        | Eine Frau boxt sich durch          | Als ein Boxtraining für die Frauen in Reutlitz eingeführt wird, bereitet sich Ginger auf den Kampf gegen Mel vor. Sie kämpft mit unfairen Mitteln und Brock spielt Mel, Ginger und Daniela, die von Gingers Metallhandschuhen wusste, gegeneinander aus. Mel kommt nach einem tätlichen Angriff an Ginger in den Bunker und Daniela verliert ihren Job, nachdem sie Ginger angegriffen hat.                                                                                       | 27. März 2006      |
| 380        | 28        | Umwege                             | Manus Entscheidung beim Boxkampf gegen Güstrow mitzumachen, führt zum ersten großen Streitpunkt in der Beziehung zu Walter. Esther beauftragt einen Bekannten, Teresa Interesse zu heucheln um sie wieder aufzubauen. Als Teresa dies von Annabelle erfährt, Carsten jedoch wirklich Gefühle für sie hat, blockt Teresa ab. | 10. Apr. 2006      |
| 381        | 29        | Bis aufs Blut                      | Manu bekommt Boxtraining von Regina Halmich. Als der Kampf gegen Güstrow beginnt, wird Walter zunächst gefesselt niedergeschlagen. Hilde kämpft mit unfairen Mitteln, woraufhin Walter in den Ring eingreift, als sie wieder zu Bewusstsein kommt. Jutta bricht daraufhin den Boxkampf ab. | 24. Apr. 2006      |
| 382        | 30        | Gastfeindschaft                    | Durch einen Brand in der JVA Güstrow werden sämtliche Insassinnen von Güstrow nach Reutlitz verlegt und stellen das Leben der Reutlitzer auf dem Kopf. Teresa wird aufgrund dieser Überfüllung frühzeitig entlassen, jedoch muss sie dafür auch Umwege gehen. | 8. Mai 2006        |
| 383        | 31        | Kampf ums Glück                    | Wilhelmina hilft Lola dabei sich bei den Güstrowern zu wehren, daraufhin spielt Lola jedoch ohne Wilhelminas Willen die Sklavin für Hilde. Nachdem Walter von der Affäre zwischen Ayse und Manu erfahren hat, trennt sie sich von ihr. | 15. Mai 2006       |
| 384 & 385  | 32 & 33   | Im Hexenkessel (I & II)            | Ein ungeklärter Mord bringt die Station B in Aufruhr. Als schließlich Hildes Schwester umgebracht wurde, verbarrikadieren die Güstrower die Station B und Hilde will Manuela als Tatverdächtige umbringen. Diese verbarrikadiert sich im Aquarium. Wilhelmina wird schließlich auch Opfer eines Mordattentats, überlebt dies jedoch. Es stellt sich heraus, dass Annabelle die Mörderin ist. Als ihre Identität auffliegt, ersticht sie Manuela, ehe sie vom SEK erschossen wird. | 22. Mai 2006       |

## Besetzung
Die Besetzung von Hinter Gittern trat in der fünfzehnten Staffel folgendermaßen in Erscheinung:

### Insassinnen
| Rollenname                | Schauspieler        | Folgen                                                         | Anzahl    | Bemerkungen und Rollenentwicklung in Staffel 15 |
| ------------------------- | ------------------- | -------------------------------------------------------------- | --------- | --- |
| Wilhelmina Makhubela      | Dennenesch Zoudé    | 353–360, 362–370, 373–375, 377–378, 380–385                    | 28 Folgen | Verliert Johnny aufgrund der Bombenexplosion. Wird nach den verschärften Haftbedingungen vorübergehend Stationssprecherin und später erste Stationssprecherin. Meutert aufgrund der schlimmen Arbeitsbedingungen in Reutlitz. Wird im Staffelfinale von Annabelle schwer verletzt.                                                                                               |
| Manuela „Manu“ Wellmann † | Constanze Priester  | 353–356, 359–365, 371–385                                      | 26 Folgen | Zeitweise Stationssprecherin. Freundin von Walter. Betrügt Walter mit Ayse (JVA Güstrow). Wird von Walter verlassen und kurze Zeit später des Mordes an Yvonne (JVA Güstrow) beschuldigt und von Annabelle erstochen. |
| Annika Jesske             | Sylwia von Wildburg | 353–362, 367–372, 375–376, 379–385                             | 25 Folgen | Zunächst gute Freundin von Ginger. Wird von ihr hintergangen und landet im Loch. Freundet sich daraufhin mit Walters Clique an. |
| Annabelle Liffers †       | Bettina Lohmeyer    | 353–361, 365–372, 375–376, 379–380, 382–385                    | 25 Folgen | Psychisch auffällig. Mörderin von Mike Michalke. Zeitweise erste Stationssprecherin. Ermordet Karin, Yvonne (JVA Güstrow) und Manuela in ihrer Haftzeit, ehe sie vom SEK erschossen wird. |
| Christine „Walter“ Walter | Katy Karrenbauer    | 353–356, 359–366, 369–370, 375–385                             | 25 Folgen | Anführerin der Station B. Liegt nach der Bombenexplosion im Koma. Verliebt sich in Manuela, trennt sich von ihr jedoch, nachdem Manuela sie betrogen hat. Kämpft gegen das Unrecht auf Station B. |
| Melanie „Mel“ Schmidt     | Sigrid Schnückel    | 353, 355–364, 369–370, 373–379, 382–385                        | 24 Folgen | Flieht nach der Explosion aus Reutlitz, wird jedoch von Brock gefangen. Sehr gewaltbereit und leicht zu provozieren. |
| Ursula „Uschi“ König      | Barbara Freier      | 353–362, 365–366, 369–370, 375–376, 379–385                    | 23 Folgen | Wird nach ihrer Revolte ins „Loch“ gesperrt. Kämpft mit Walter gegen das Unrecht auf Station B. |
| Antje „Ginger“ Stenzel    | Nadine Warmuth      | 353–363, 366, 369–372, 374–377, 379, 384                       | 22 Folgen | Zunächst gute Freundin von Annika und verliebt in sie, bis diese sich von ihr abwendet. Beginnt daraufhin bei Nataschas kriminellen Geschäften mitzumischen. Wird nach Nataschas Flucht von den Insassinnen mit Verachtung bestraft. |
| Ilse Wünsche geb. Brahms  | Christiane Reiff    | 353–358, 361–364, 367, 369–370, 373–374, 377–379, 382, 384–385 | 21 Folgen | Küchenhilfe (nicht durchgehend). Freundin von Joachim Franke. Trennt sich von ihm, als dieser geschäftlich ins Ausland muss. |
| Jeanette Bergdorfer       | Christine Schuberth | 353–358, 362–364, 367–370, 373–376, 379, 384–385               | 20 Folgen | Zwischenzeitliche Stationssprecherin. |
| Natascha Sanin            | Susann Uplegger     | 358–366, 369–376                                               | 17 Folgen | Kommt zurück aus Prekow als zunächst einsichtige und friedliche Insassin, die ihren Glauben zu Gott gefunden hat. Nutzt ihr Scheinbild aus um wieder kriminelle Aktivitäten zu starten. Sanin verbündet sich zum Schein wieder mit Ginger. Flieht mit einem Hubschrauber aus Reutlitz und setzt sich nach Russland ab, wo sie bemerkt, dass sie um die Diamanten betrogen wurde. |
| Dr. Nikola „Nik“ Gross †  | Solveig August      | 353–356, 359–366, 368–369                                      | 14 Folgen | Schreibt an ihrer Doktorarbeit. Leidet unter einem unheilbaren Gehirntumor. Verstirbt auf eigenen Wunsch bei ihren Freundinnen im Gefängnis und bekommt kurz vor ihrem Tod den Doktortitel zugesprochen. |
| Teresa Fränze             | Nicole Ernst        | 366–368, 371–374, 379–382                                      | 11 Folgen | Wegen Diebstahls verhaftet. Mutter von Annemone und Olli. Findet für ihre Kinder Pflegeeltern und leidet darunter, sie nicht oft sehen zu können. Wird aufgrund der Überfüllung in Reutlitz aufgrund guter Führung frühzeitig entlassen. |
| Esther Loschwitz          | Dorothea Walda      | 376–381                                                        | 6 Folgen  | Intelligenter, als sie sich gibt. Hat die anderen Frauen um Nataschas Diamanten gebracht. Wurde nach Hüftbruch für haftunfähig befunden und entlassen. |
| Heidrun „Fisch“ Fischer   | Aline Staskowiak    | 353                                                            | 1 Folge   | Flieht zusammen mit Mel nach der Explosion in die Freiheit und setzt sich nach Russland ab. |
| Paula Vogel †             | Claudia Kühn        | 353                                                            | 1 Folge   | Gewalttätige Insassin in Reutlitz. Männliches Erscheinungsbild aufgrund von Steroidmissbrauchs. Stirbt an der Bombenexplosion in Reutlitz. |

### Nebencharaktere aus der JVA Güstrow
| Rollenname                   | Schauspieler       | Folgen           | Anzahl   | Bemerkungen und Rollenentwicklung in Staffel 15 |
| ---------------------------- | ------------------ | ---------------- | -------- | --- |
| Amanda „Mandy“ Allert        | Anika Mauer        | 380–385          | 6 Folgen | Gute Freundin von Hilde. Affäre von Kemmer. Unberechenbar. |
| Ayse Yilmaz                  | İlknur Bahadır     | 380–385          | 6 Folgen | Lesbisch. Verliebt sich in Manuela und schläft mit ihr im Wäschelager. Verantwortlich für die Trennung von Manu und Walter. |
| Justizvollzugsbeamter Kemmer | Andreas Hofer      | 380–382, 384–385 | 5 Folgen | Vollzugsbeamter aus der JVA Güstrow. Begeht Amtsmissbrauch und hilft den Frauen aus Güstrow ihre Verbrechen zu vertuschen und leistet ihnen Fluchthilfe. Affäre von Mandy. Wird von Birgit bei seinem Vergehen ertappt und festgenommen. |
| Lola Müller                  | Mareile Moeller    | 380–384          | 5 Folgen | Gestörtes Wahrnehmungsverhältnis. Sklavin von Hilde. Wird von Wilhelmina in Obhut genommen und leistet später Ginger ihren „Dienst“. |
| Hilde Thomczyk               | Petra Hartung      | 380–382, 384–385 | 5 Folgen | Schwester von Yvonne. Anführerin aus Güstrow. Unberechenbar und kalt. Sehr aggressiv. Will Walter und Manu umbringen und aus Reutlitz fliehen.                                                                                           |
| Yvonne Thomczyk †            | Christiane Paulick | 382–385          | 4 Folgen | Schwester von Hilde. Alkoholikerin. Wird von Annabelle im Badezimmer ermordet. |

### Gefängnispersonal
| Rollenname                  | Schauspieler       | Folgen                                                         | Anzahl    | Bemerkungen und Rollenentwicklung in Staffel 15 |
| --------------------------- | ------------------ | -------------------------------------------------------------- | --------- | --- |
| Ulrich Haller               | Ulrich Wohlleben   | 353–366, 369–373, 377–385                                      | 28 Folgen | Kleinrolle Schließer. |
| Edgar Brock                 | Leon Boden         | 354–358, 363–372, 375–385                                      | 26 Folgen | Sadistischer Schließer. Sicherheitsbeauftragter in Reutlitz. Affäre von Eva. Intrigiert gegen sie, sodass Eva ihren Job verliert. Versucht vergebens Anstaltsleiter zu werden.                                                                          |
| Jutta Elisabeth Adler       | Claudia Loerding   | 353–358, 361–364, 367–368, 370, 373–382, 384–385               | 25 Folgen | Frühere Anstaltsleiterin. Kommt als Stations- und vorübergehend stellvertretende Anstaltsleiterin zurück nach Reutlitz und führt zunächst drastische Veränderungen in Reutlitz durch. Wird nach Eva Baals Rücktritt wieder offizielle Anstaltsleiterin. |
| Eva Baal                    | Karen Böhne        | 353–356, 359–378                                               | 24 Folgen | Anstaltsleiterin. Affäre von Edgar Brock. Muss aufgrund einer Intrige von Edgar ihren Anstaltsposten räumen und tritt eine Fortbildung in Paris an. |
| David Wilborn               | Jost Pieper        | 353–358, 363–366, 371–374, 379, 382–385                        | 19 Folgen | Schließer. |
| Sybille „Möhrchen“ Mohr     | Heidi Weigelt      | 353–356, 358, 360, 363–364, 367–368, 371–373, 375–379, 381     | 19 Folgen | Sekretärin der Anstaltsleitung. |
| Peter Kittler               | Egon Hofmann       | 353–356, 359–360, 363–370, 375–376, 380–381, 384               | 19 Folgen | Schließer. (Später im Off zwischen Staffel 15 und 16 in eine andere JVA versetzt) |
| Gertrud „Trude“ Schiller    | Karin Oehme        | 353, 360–362, 364, 367–368, 371–374, 377–378, 380–381, 384–385 | 17 Folgen | Schließerin. Wegen der Explosion zunächst auf einen Rollstuhl angewiesen (Geht im Off zwischen Staffel 15 und 16 in Pension) |
| Birgit Schnoor              | Uta Prelle         | 357–361, 367–369, 373–374, 377–379, 382–385                    | 17 Folgen | Stellvertretende Anstaltsleiterin. Zunächst aufgrund der Explosion dienstunfähig. Nach Juttas Beförderung zusätzlich wieder Stationsleiterin. |
| Daniela Kallweit            | Corinna A. Horn    | 355–358, 361, 363–366, 371–374, 379                            | 14 Folgen | Schließerin. Selbst einmal ehemalige Insassin. Wird von Jutta gekündigt, nachdem Daniela nach einigen Abmahnungen Ginger attackiert hat. |
| Jan Paulson                 | Sven Rothkirch     | 357–358, 360–363, 365–366, 368, 371–372, 379–380               | 13 Folgen | Kleinrolle Schließer. |
| Irene Herrmann †            | Peggy Lukac        | 353–361                                                        | 9 Folgen  | Schließerin. Unberechenbar. Bekannt als „Rote Mamba“. Vergiftet sich, nachdem ihre Identität aufgeflogen ist. |
| Dr. Saalbach                | Norbert Braun      | 353–354, 365–366, 368–369, 374, 379                            | 8 Folgen  | Anstaltsarzt. |
| Karin Sturm                 | Monika Reineck     | 355, 357–359, 365–366, 372, 379                                | 8 Folgen  | Kleinrolle Schließerin. |
| Dr. Evelyn Kaltenbach       | Franziska Matthus  | 355, 378                                                       | 2 Folgen  | Staatssekretärin. Befördert Jutta zur offiziellen Anstaltsleiterin. |
| Hanno „Johnny“ Matthiesen † | Sascha Gluth       | 353                                                            | 1 Folge   | Anstaltspfarrer. Alter Bekannter von Walter. Freund von Wilhelmina. Stirbt an der Explosion in Reutlitz. |
| Kim Krause †                | Judith Hildebrandt | 353                                                            | 1 Folge   | Anstaltsköchin. Stirbt aufgrund der Explosion in Reutlitz. |

### Angehörige
| Rollenname        | Schauspieler            | Folgen                     | Anzahl   | Bemerkungen und Rollenentwicklung in Staffel 15                                                                               |
| ----------------- | ----------------------- | -------------------------- | -------- | --- |
| Annemone Fränze   | Lisa Höfling            | 366–368, 371–374, 380, 382 | 9 Folgen | Tochter von Teresa. Schwester von Oli. Pflegetochter von Juliane.                                                             |
| Olli Fränze       | Paul Maximilian Schüler | 366–368, 371–374, 380, 382 | 9 Folgen | Sohn von Teresa. Bruder von Annemone. Pflegesohn von Juliane.                                                                 |
| Joachim Franke    | Michael Tietz           | 363–364, 367, 369–370, 378 | 6 Folgen | Unternehmer. Produziert in Reutlitz. Verliebt sich in Ilse. Trennt sich von ihr, als er geschäftlich das Land verlassen muss. |
| Herr Elsholz      | Walter Kalk             | 371–375, 377               | 6 Folgen | Geschäftsmann. Produziert mit Natascha illegal verseuchtes Katzenstreu in Reutltiz.                                           |
| Sven Häuser       | Ben Zimmermann          | 359–362                    | 4 Folgen | Freund von Annika. |
| Jana Wellmann     | Sarah Tkotsch           | 359, 363–365               | 4 Folgen | Schwester von Manu. Muss in Jugendarrest.                                                                                     |
| Juliane Schwärzer | Sylke Hannasky          | 371–374                    | 4 Folgen | Frau von Jochen. Pflegemutter von Olli und Annemone.                                                                          |

### Todesfälle der Staffel
| Folge | Person                    | Art des Todes           | Handlung |
| ----- | ------------------------- | ----------------------- | --- |
| 353   | Paula Vogel               | Explosion               | Stirbt an der Bombenexplosion in Reutlitz.                                                                              |
| 353   | Hanno „Johnny“ Matthiesen | Explosion               | Stirbt an der Bombenexplosion in Reutlitz.                                                                              |
| 353   | Kim Krause                | Explosion               | Stirbt an der Bombenexplosion in Reutlitz.                                                                              |
| 361   | Irene Herrmann            | Suizid                  | Vergiftet sich, nachdem ihre Identität aufgeflogen ist.                                                                 |
| 365   | Josh                      | Genickbruch durch Sturz | Nachdem Josh's Motive auffliegen kommt es zu einem Handgemenge mit Manu, woraufhin dieser unglücklich fällt und stirbt. |
| 369   | Dr. Nikola „Nik“ Gross    | Gehirntumor             | Starb an einem Gehirntumor.                                                                                             |
| 384   | Karin Mulder              | Erstochen               | Wurde in der Zelle von Annabelle Liffers erstochen.                                                                     |
| 384   | Yvonne Thomczyk           | Erstochen               | Wurde im Bad von Annabelle Liffers erstochen.                                                                           |
| 385   | Manuela „Manu“ Wellmann   | Erstochen               | Wurde von Annabelle Liffers erstochen.                                                                                  |
| 385   | Annabelle Liffers         | Erschossen              | Wurde vom SEK erschossen.                                                                                               |